# ヴァーンク教会

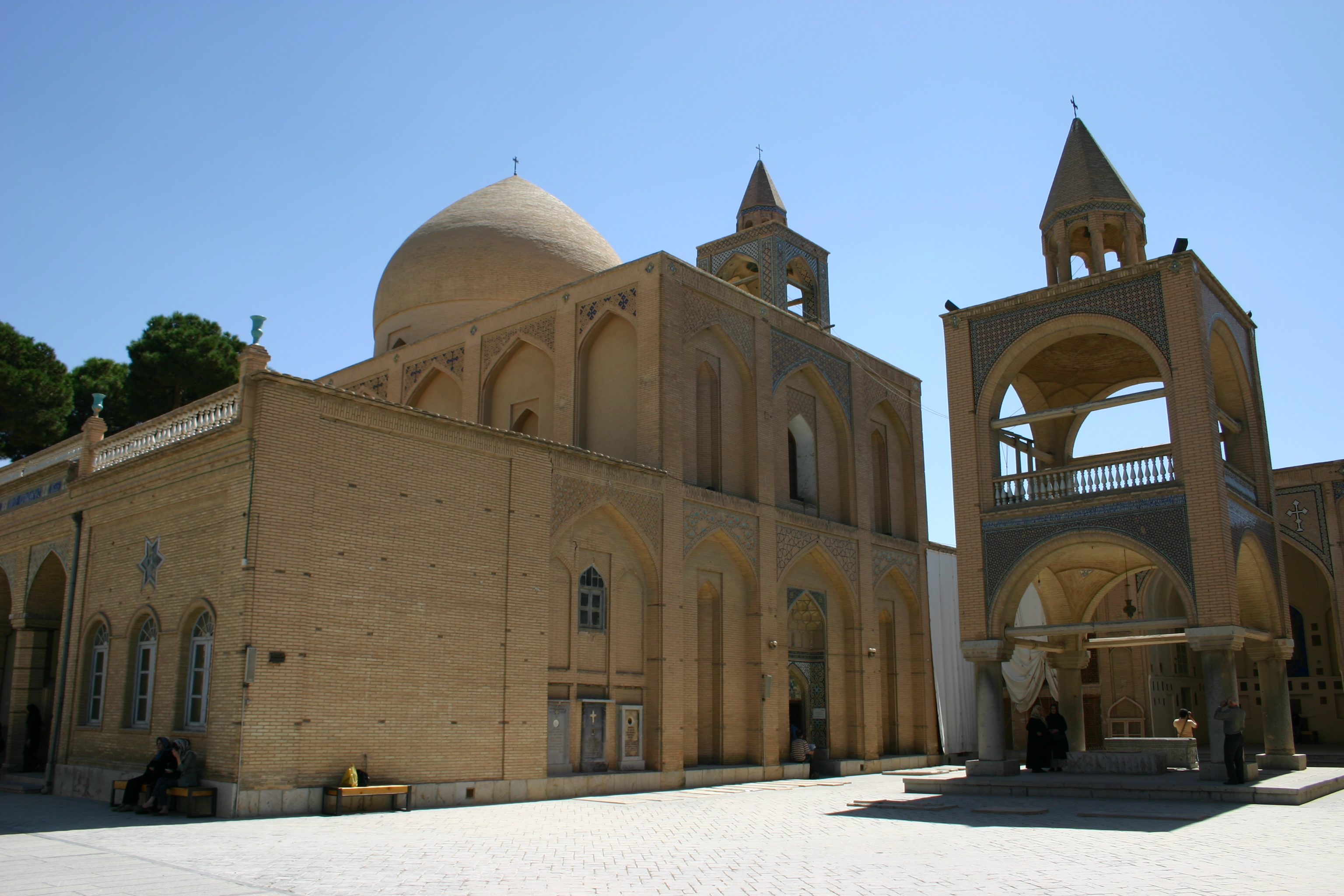
外観

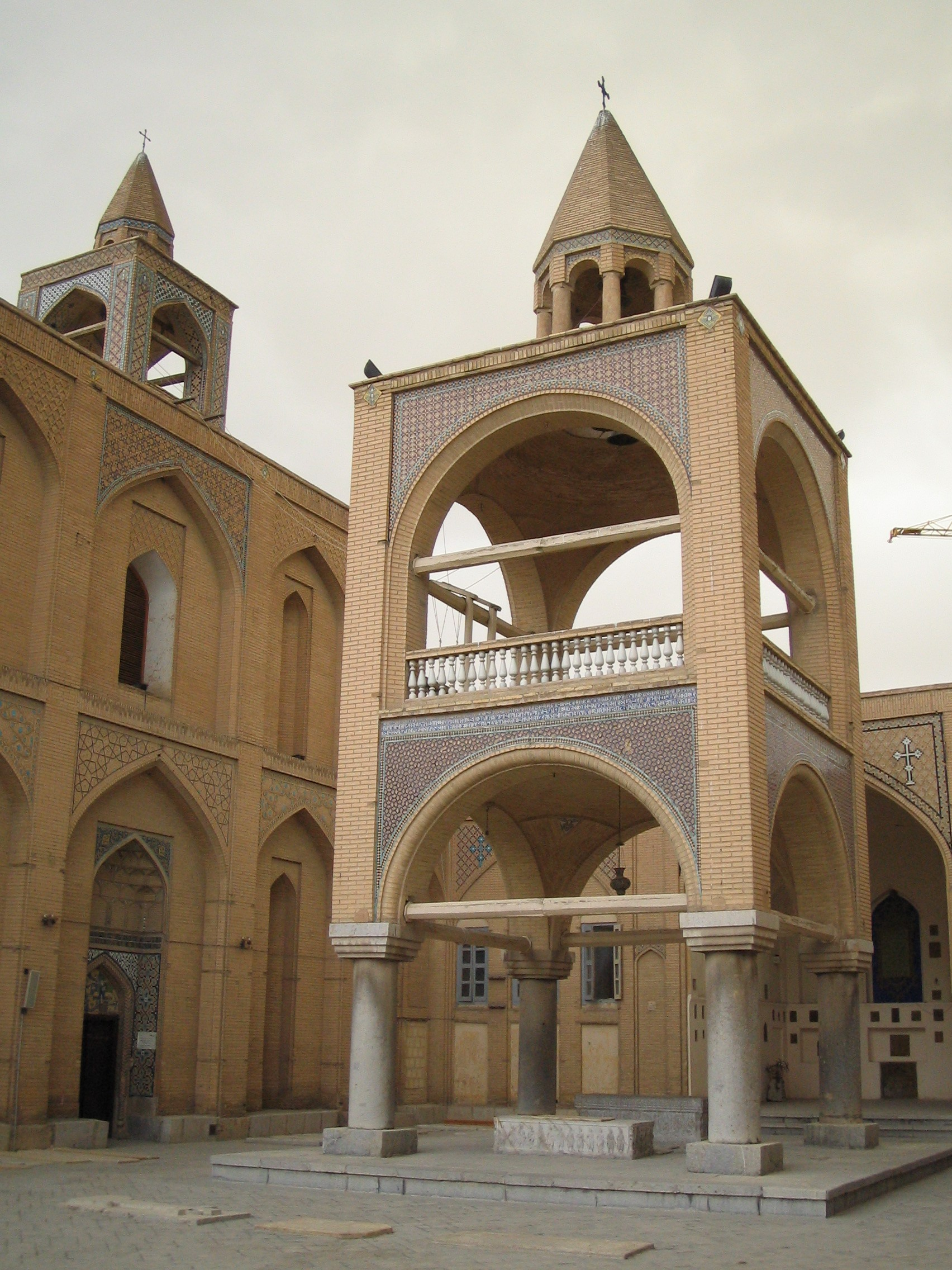
外観

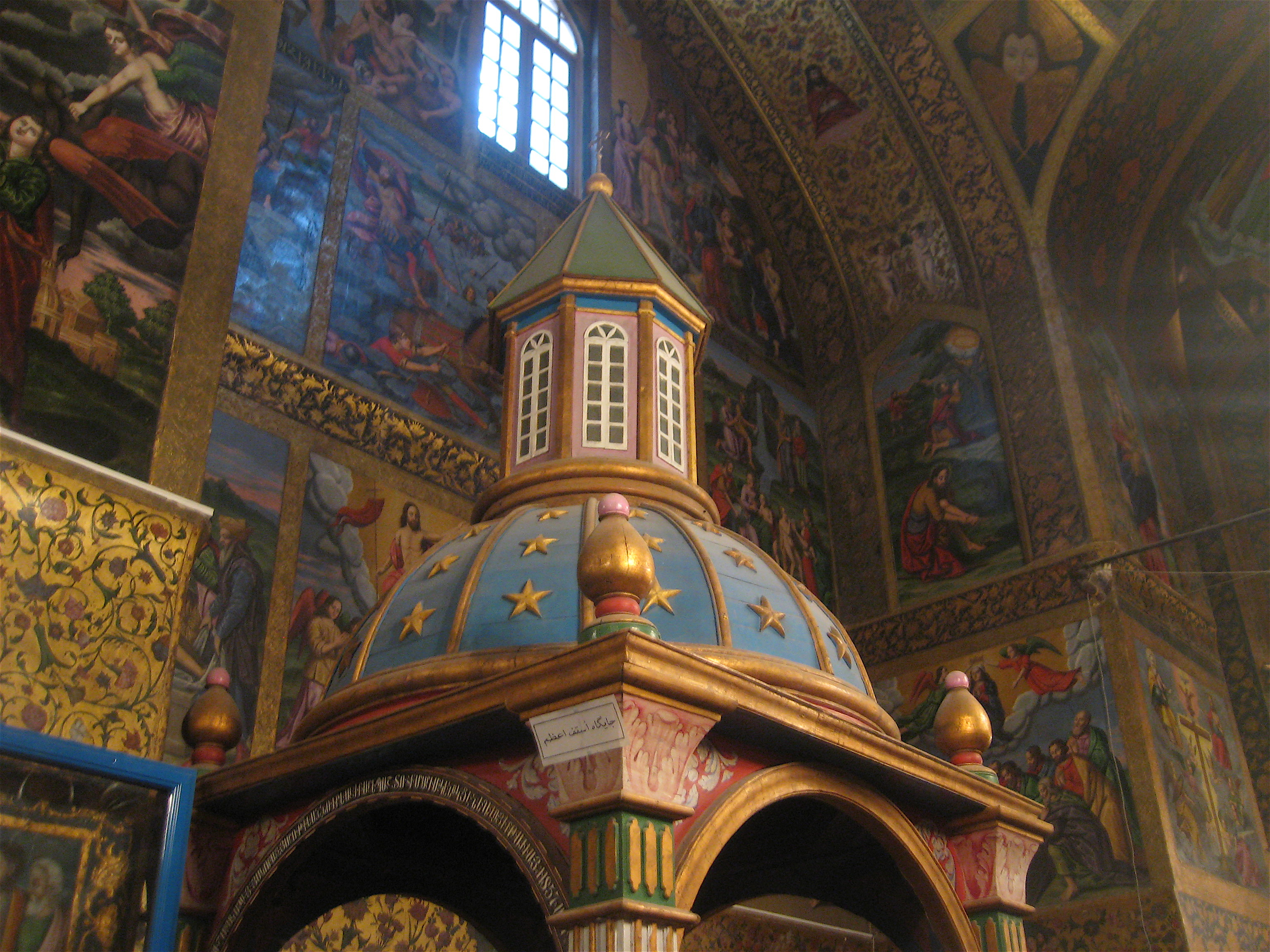
教会の内装

ヴァーンク教会（ヴァーンクきょうかい、Kelisa-ye Vank）とは、イラン・エスファハーンのジョルファ地区に13箇所あるアルメニア使徒教会の聖堂の一つである。1605年創建で、現在の建物は1655年に再建されたものである。

## 概要
元々は、サファヴィー朝のアッバース1世の治世である16世紀から17世紀にかけてエスファハーン造営を目的にアラス河畔（現在のアゼルバイジャンとイランとの国境付近）から動員されたアルメニア人のための教会であり、アッバース1世をはじめとするサファヴィー朝歴代の皇帝は、彼らや彼らの信仰するアルメニア正教の保護に努めてきた。現在も、エスファハーンやイラン国内に多数在住するアルメニア人コミュニティーの精神的な拠り所として機能している。
建物は幾何学文様のタイルや窓枠、ドーム造りをふんだんに取り入れており、ペルシャ伝統様式を見事に融合させた外観が特徴である。教会内部には、「最後の審判」等の『旧約聖書』に登場する場面の描写図を閲覧できるほか、敷地内にある博物館には、世界最小サイズの聖書や聖書の一節が彫刻された毛髪が展示されていることで有名である。